# 牛街清真寺
牛街清真寺（ぎゅうがいせいしんじ）は中華人民共和国北京市西城区牛街に位置するモスク。現存する北京市最古のモスクである。周辺に住む一万人に及ぶムスリム（回族）の精神的な中心地である。また、牛街付近は北京の回族が居住する最大のエリアでもある。
牛街清真寺の面積は6,000平方キロメートルに及び、イスラム文化と中国文化が入り交じった建築物である。牛街清真寺の外観は中国の伝統的な建築そのものだが、内観はほとんどイスラム風の装飾になっている。牛街清真寺は清朝の皇帝の1694年（康熙33年）の公布が刻まれた石碑など多くの歴史的な遺物をも保有している。

## 歴史
牛街清真寺は北京最大のモスクで、遼代996年（統和14年）に建設された。明代の1442年（正統7年）に改築され、清代の1696年（康煕35年）に拡張された。中華人民共和国の成立後の1949年、1955年、1979年と1996年にも改修作業が施された。今日、牛街清真寺は北中国にある主要なモスクの一つである。
北京地方政府は牛街付近の約36ヘクタールの土地の再開発を開始した。現在この土地には7500家族が生活しており、うち58%がムスリムである。政府の計画としては牛街付近がイスラム風の商業街に変身し、住宅ビル、学校、幼稚園、公共施設が建設される予定である。現在の牛街はまた大半の住民が古い家に住む狭い街路である。

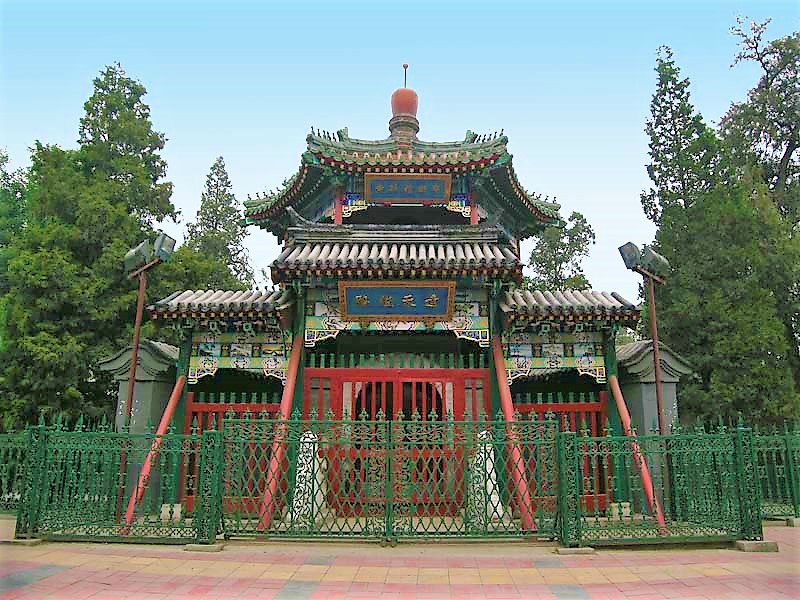
正門
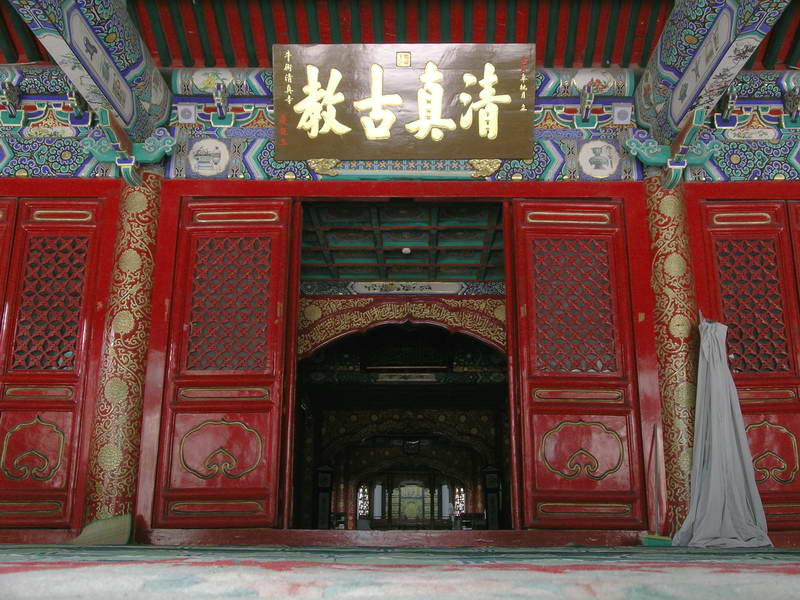
玄関
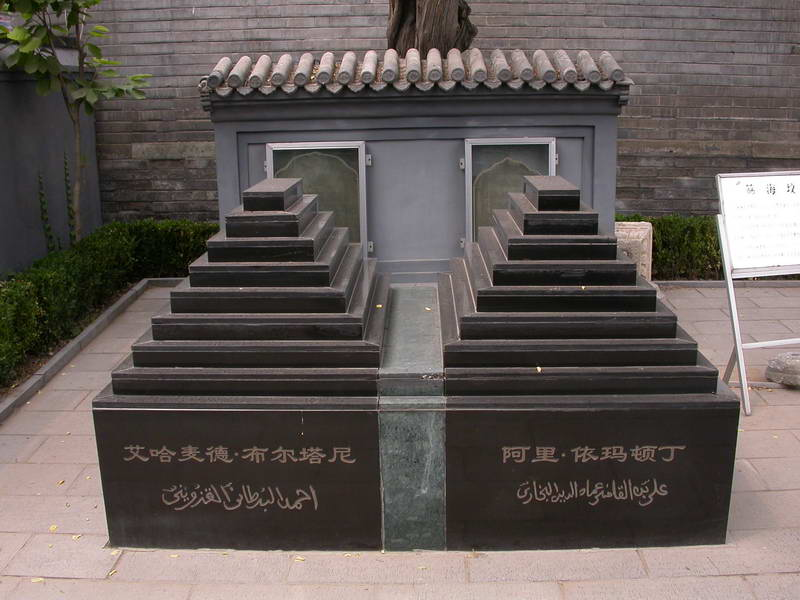
墳墓
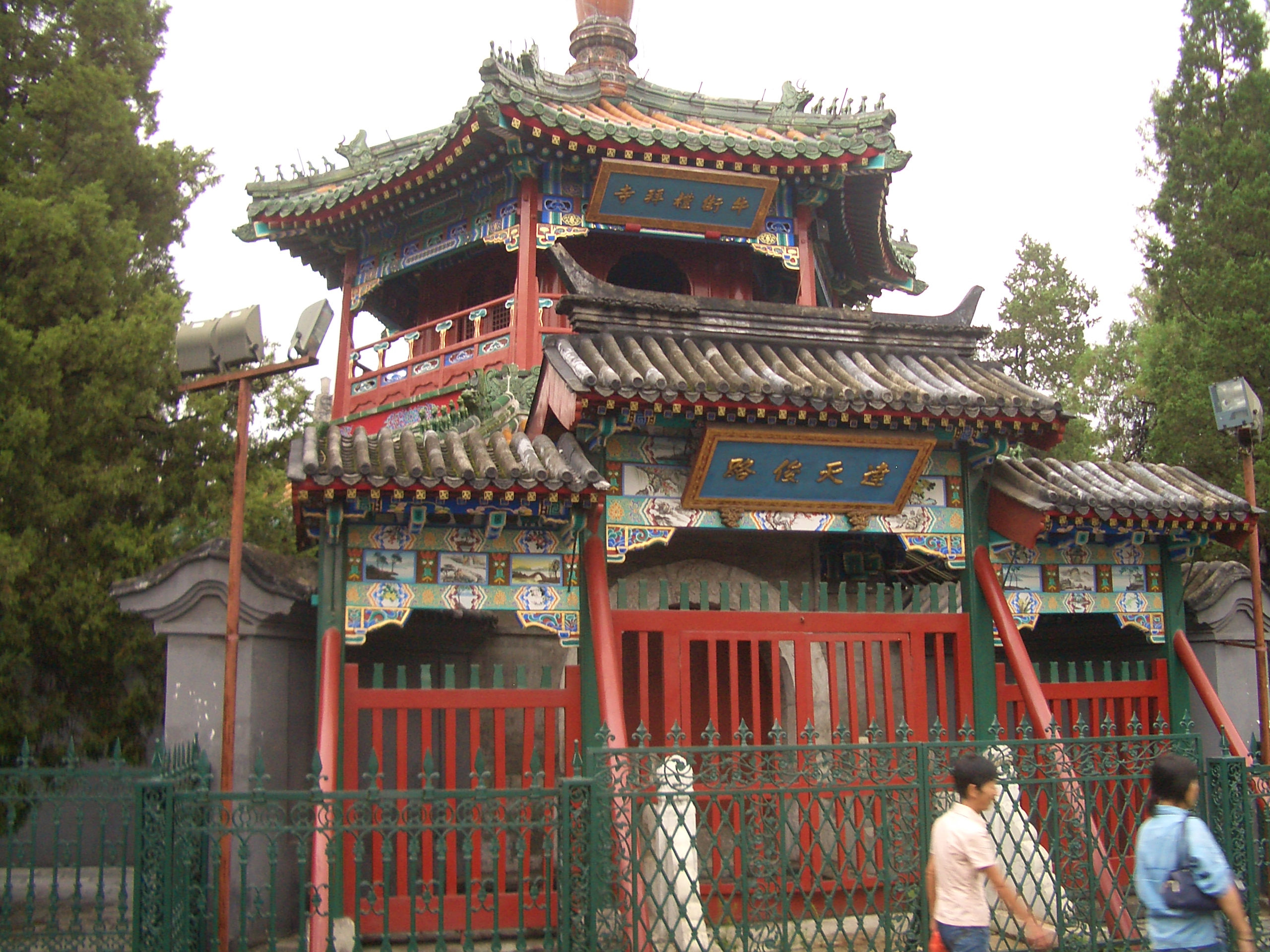
望月楼
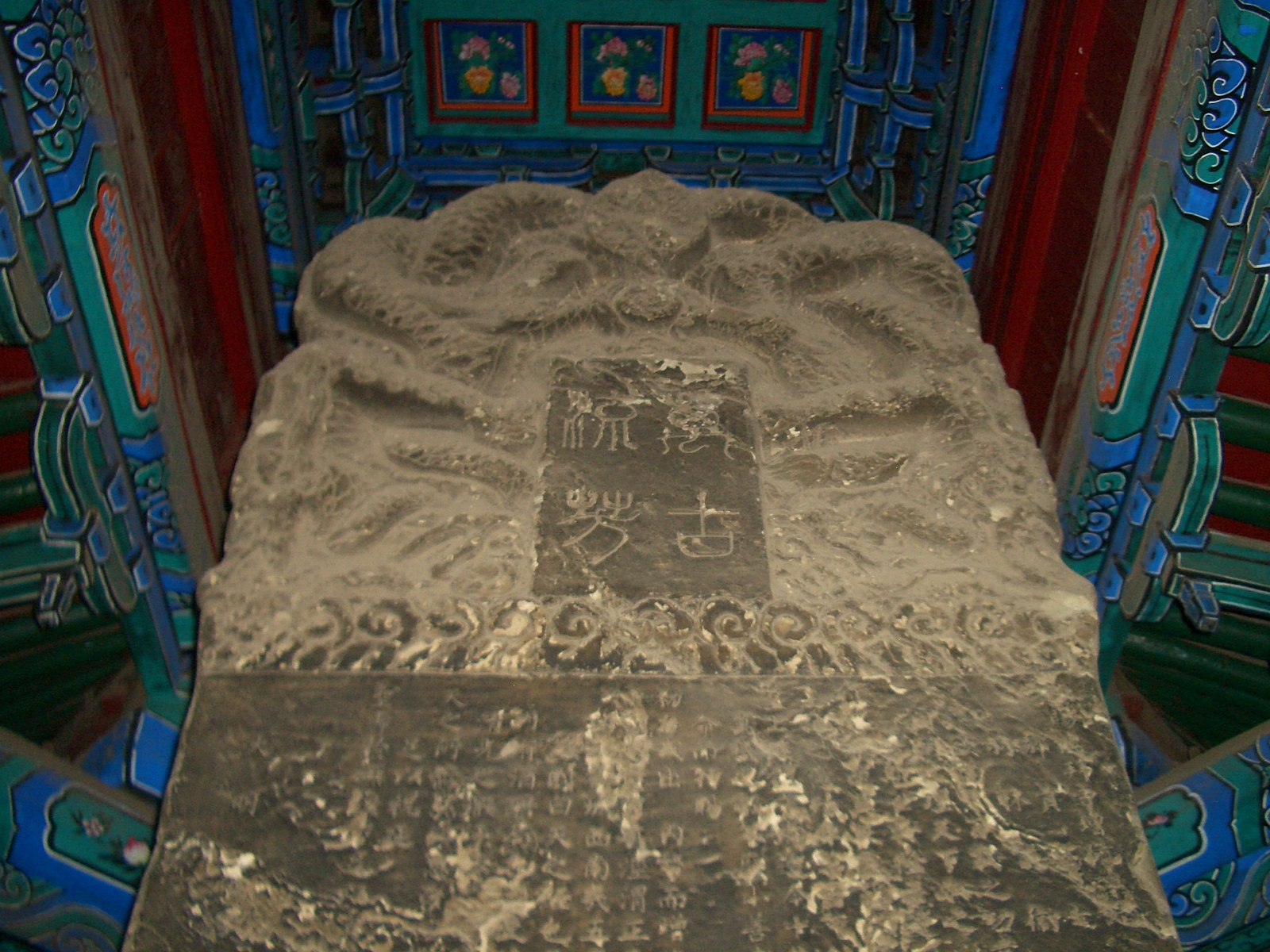
北碑亭の石碑